# 維爾特 (印第安納州)
維爾特（英語：Wirt）是位於美國印地安納州傑佛遜縣的一個非建制地區。該地的面積和人口皆未知。